# Canton de Barjols
Le canton de Barjols était une ancienne division administrative française située dans le département du Var et la région Provence-Alpes-Côte d’Azur.

## Géographie
Ce canton était organisé autour de Barjols dans l’arrondissement de Brignoles. Son altitude varie de 162 mètres (Châteauvert) à 801 mètres (Pontevès) pour une altitude moyenne de 562 mètres.

## Histoire
De 1833 à 1848, les cantons de Barjols et de Tavernes avaient le même conseiller général. Le nombre de conseillers généraux était limité à 30 par département.
À la suite d'un décret du 27 février 2014, le canton fusionna avec celui de Saint-Maximin-la-Sainte-Baume, fin mars 2015, après les Élections départementales de 2015.

## Représentation

### Conseillers généraux (1833 à 2015)
| Période | Période                   | Identité                        | Étiquette      | Qualité |
| ------- | ------------------------- | ------------------------------- | -------------- | --- |
| 1833    | 1848                      | Jean François Pascal Mathieu    |                | Fabricant de papiers Maire de Barjols |
| 1848    | 1852                      | Étienne Antoine Achard          |                | Distillateur - Maire de Barjols (1848-1852) |
| 1852    | 1870                      | Joseph Hippolyte Marius Mathieu |                | Fabricant de papiers à Barjols |
| 1870    | 1871                      | André Louche                    |                | Taillandier et armurier à Barjols |
| 1871    | 1883                      | Achille Bon                     | Républicain    | Notaire à Barjols |
| 1883    | 1896 (démission)          | Lucien Bayol                    | Républicain    | Instituteur, puis bouchonnier et faïencier à Varages, conseiller d'arrondissement Sénateur (1896-1900) Maire de Varages (1870-1900)                 |
| 1896    | 1916 (décès)              | Albert Blanc                    | Rad.           | Propriétaire à Barjols |
| 1916    | 1919                      | siège vacant                    |                | |
| 1919    | 1922 (démission)          | Edmond Senglar (1879-1972)      |                | Médecin-inspecteur des enfants du premier age, adjoint au maire de Barjols                                                                          |
| 1922    | 1925                      | Ernest Féraud                   | PRS            | Propriétaire terrien à Esparron, conseiller d'arrondissement                                                                                        |
| 1925    | 1941 (démission d'office) | Louis (Marius) Guérin           | SFIO           | Inspecteur de la Compagnie des Chemins de Fer du Sud-France en retraite à Barjols Révoqué par le Gouvernement de Vichy                              |
|         |                           |                                 |                | |
| 1943    | 1945                      | Paul de Boisgelin (1885-1958)   |                | Officier de blindés Propriétaire du château Président de la délégation spéciale de Saint-Martin-de-Pallières Nommé conseiller départemental en 1943 |
|         |                           |                                 |                | |
| 1945    | 1945 (décès)              | Louis Guérin                    | SFIO           | Inspecteur de la Compagnie des Chemins de Fer du Sud-France en retraite à Barjols                                                                   |
| 1946    | 1970                      | Marcel Amic                     | SFIO puis FGDS | Pâtissier Maire de Barjols (1938-1941 et 1945-1971)                                                                                                 |
| 1970    | 2001                      | William Nironi                  | PCF            | Artisan électricien retraité Maire de Barjols (1977-1998)                                                                                           |
| 2001    | 2008                      | Alain Vigier                    | DVG            | Cadre retraité de France Telecom Maire de Barjols (1998-2008)                                                                                       |
| 2008    | 2015                      | Michel Partage                  | DVG            | Négociant en vins et spiritueux Maire de Varages (2001-2008)                                                                                        |

### Conseillers d'arrondissement (de 1833 à 1940)
| Période                                  | Période          | Identité                                     | Étiquette                    | Qualité |
| ---------------------------------------- | ---------------- | -------------------------------------------- | ---------------------------- | --- |
| 1833                                     | 1835 (décès)     | Marcel Boyer (1764-1835)                     |                              | Avocat et notaire à Barjols                                                                                 |
| 1836                                     | 1843 (décès)     | François-Emmanuel Amic (1778-1843)           |                              | Négociant, adjoint au maire de Barjols                                                                      |
| 1843                                     | 1848             | Gabriel-Michel-Antoine Bourgrain (1774-1852) |                              | Commissaire de marine, fabricant de papier à Barjols                                                        |
| 1848                                     | 1852             | Louis-Michel-Alexandre Charles (1803-1863)   |                              | Avocat, Varages                                                                                             |
|                                          |                  |                                              |                              | |
| 1871                                     | 1883             | Lucien Bayol (1830-1915)                     | Républicain puis Boulangiste | Instituteur révoqué par l'Empire, puis bouchonnier et fabricant de faïence, maire de Varages                |
| 1889                                     | 1895             | François-Alexandre Truc                      | Républicain                  | Propriétaire à Bras                                                                                         |
| 1895                                     | 1896 (démission) | Célestin Planchud                            | Républicain                  | Fabricant tanneur, maire de Barjols                                                                         |
| 1896                                     | 1904             | Marcellin Pourrière                          |                              | Propriétaire, maire de Saint-Martin                                                                         |
| 1904                                     | 1922             | Ernest Féraud                                | Rad.                         | Enseignant retraité, Esparron                                                                               |
|                                          |                  |                                              |                              | |
| 1926                                     | 1940             | Marius Bertrand                              | SFIO                         | Fabricant de faïence puis hôtelier, Varages Président du Conseil d'arrondissement                           |
| 1940                                     |                  |                                              |                              | Les conseils d'arrondissement ont été suspendus par la loi du 12 octobre 1940 et n'ont jamais été réactivés |
| Les données manquantes sont à compléter. |                  |                                              |                              | |

## Composition
Le canton de Barjols groupait 9 communes et comptait 11 391 habitants (recensement de 2010 sans doubles comptes).
| Nom                       | Code Insee | Intercommunalité        | Superficie (km2) | Population (dernière pop. légale) | Densité (hab./km2) |
| ------------------------- | ---------- | ----------------------- | ---------------- | --------------------------------- | ------------------ |
| Barjols (chef-lieu)       | 83012      | CC Provence Verdon      | 30,06            | 3 089 (2014)                      | 103                |
| Bras                      | 83021      | CA de la Provence Verte | 34,93            | 2 591 (2014)                      | 74                 |
| Brue-Auriac               | 83025      | CC Provence Verdon      | 36,73            | 1 289 (2014)                      | 35                 |
| Châteauvert               | 83039      | CA de la Provence Verte | 27,52            | 142 (2014)                        | 5,2                |
| Esparron                  | 83052      | CC Provence Verdon      | 30,04            | 344 (2014)                        | 11                 |
| Pontevès                  | 83095      | CC Provence Verdon      | 41,07            | 800 (2014)                        | 19                 |
| Saint-Martin-de-Pallières | 83114      | CC Provence Verdon      | 26,33            | 249 (2014)                        | 9,5                |
| Seillons-Source-d'Argens  | 83125      | CC Provence Verdon      | 25,11            | 2 525 (2014)                      | 101                |
| Varages                   | 83145      | CC Provence Verdon      | 35,11            | 1 171 (2014)                      | 33                 |

## Démographie
| 1962  | 1968  | 1975  | 1982  | 1990  | 1999  | 2006   | 2009 |
| ----- | ----- | ----- | ----- | ----- | ----- | ------ | ---- |
| 4 699 | 5 072 | 4 847 | 5 110 | 6 470 | 8 105 | 10 357 | -    |